# Latin Lover
Pour le court-métrage de Franco Indovina sorti en 1965, voir Les Trois Visages.
Pour plus de détails, voir Fiche technique et Distribution.
Latin Lover est une comédie dramatique italienne réalisée par Cristina Comencini et sortie en 2015.
Il s'agit du dernier film dans lequel a joué Virna Lisi. Elle était déjà très malade du cancer pendant la production et est décédée peu après. Le film lui est dédié dans le générique de fin.

## Synopsis
Dans un petit village des Pouilles, on va célébrer Saverio Crispo, originaire du lieu, l'un des plus grands acteurs du cinéma italien, disparu depuis dix ans. Grand séducteur, il a eu cinq filles, nées de cinq mères différentes, habitant dans différentes parties du monde, venues à l'occasion d'événements organisés pour le dixième anniversaire de sa mort. Il y a l'italienne,  sa fille Susanna, et le monteur des derniers films de Saverio, son compagnon Walter auquel elle est fiancée clandestinement. Il y a sa fille française, Stéphanie, avec le plus jeune de ses trois enfants, nés de trois pères différents. Et il y a l'espagnole Segunda, la seule fille mariée, et la dernière, la suédoise Solveig, que son père ne voyait presque jamais. 
Il y a aussi deux veuves : l'italienne Rita, sa première épouse, ainsi que l'espagnole Ramona, la seconde. Les filles arrivent chez Rita. Si elle n'ont pas vraiment connu ce père, chacune des filles l'a mythifié et aimé, à différentes étapes de sa carrière triomphante. Et malgré les relations tendues chacune veut que tout se passe bien. Mais, au fil des échanges, les non-dit et les rancœurs font surface... À la fin, la cinquième fille, l'américaine Shelley, apparaît également.

## Fiche technique
- Titre original italien : Latin Lover[2]
- Réalisateur : Cristina Comencini
- Scénario : Cristina Comencini, Giulia Calenda
- Photographie : Italo Petriccione (it)
- Montage : Francesca Calvelli
- Musique : Andrea Farri (it)
- Costumes : Alessandro Lai (it)
- Production : Lionello Cerri
- Société de production : Lumière & Co., Rai Cinema
- Pays de production :  Italie
- Langue originale : italien
- Format : Couleur - 2,35:1
- Durée : 104 minutes
- Genre : Comédie dramatique
- Dates de sortie :
  - Allemagne : 7 février 2015 (Berlinale 2015)
  - Italie : 9 mars 2015

## Distribution
- Virna Lisi : Rita
- Angela Finocchiaro : Susanna
- Valeria Bruni Tedeschi : Stéphanie
- Marisa Paredes : Ramona
- Candela Peña : Segunda
- Lluís Homar : Pedro
- Francesco Scianna : Saverio Crispo
- Pihla Viitala : Solveig
- Jordi Mollà : Alfonso
- Claudio Gioè (it) : Marco Serra
- Neri Marcorè : Walter
- Toni Bertorelli : Picci
- Nadéah Miranda : Shelley
- Cecilia Zingaro : Saveria, la femme de chambre